# Škrabčeva ulica, Ljubljana
Škrabčeva ulica je ena izmed ulic v Ljubljani.

## Zgodovina
Leta 1923 je mestni odbor poimenoval novo ulico med Rutarjevo ulico in tedanjo mestno mejo po slovenskemu jezikoslovcu Stanislavu Škrabcu.

## Urbanizem
Cesta poteka od križišča s Cesto III in VI do križišča s Cesto 27. aprila.
Na cesto se (od vzhoda proti zahodu) povezujejo: Rožna dolina, cesta I, Lepčeva, Kocenova, Štrekljeva, Ažbetova in Rutarjeva.

## Javni potniški promet
Po Škrabčevi ulici poteka trasa mestne avtobusne linije št. 14. Na ulici sta dve postajališči mestnega potniškega prometa.

### Postajališči MPP
| postajališče              | št. linije |
| ------------------------- | ---------- |
| 702012 Pod Rožnikom       | 14         |
| 702022 Študentsko naselje | 14         |

| postajališče              | št. linije |
| ------------------------- | ---------- |
| 702021 Študentsko naselje | 14         |
| 702011 Pod Rožnikom       | 14         |